# مجمع سترة
مجمع سترة مجمع تجاري متعدد الطوابق يقع في سترة بالبحرين. افتتح في عام 2006 ويغطي مساحة قدرها 46838 متر مربع. يقع المجمع قبالة خليج توبلي وبجوار مدرسة النور الدولية. المجمع يستوعب 118 منفذ للبيع. يعتبر مجمع سترة هو المجمع التجاري الوحيد في البحرين الذي يحتوي على الواجهة البحرية.
كان المجمع أول مجمع تجاري يطبق فيه قانون حظر التدخين في الأماكن العامة. نتيجة لإحتجاجات عام 2011 التي اجتاحت البحرين والعنف المحلي في سترة فقد تحول المجمع التجاري إلى مركز تجاري شبه ميت ويردع العنف التجار من استئجار منافذ البيع في المجمع التجاري.

## المرافق
المجمع يحتوي على العديد من محلات الأزياء ويضم الفرع الأول والوحيد من لومارشيه هايبرماركت في البحرين. كما يحتوي المجمع على مواقف للسيارات تصل إلى 850 سيارة.

## تطوير المجمع
في 2022 تم البدأ بتطوير المجمع حيث تم الانتهاء من تطويره بالكامل في 2024 .